# Helen Gwynne-Vaughan
Helen Charlotte Isabella Gwynne-Vaughan, (nascuda Fraser; Westminster, Londres, 21 de gener de 1879 - Storrington, West Sussex, 26 d'agost de 1967) fou una botànica i micòloga britànica. Durant la Primera Guerra Mundial va servir al Cos Auxiliar de l'Exèrcit de Dones, i després com a Comandanta de la Força Aèria Reial de Dones (WRAF) de 1918 a 1919. Durant la Segona Guerra Mundial, de 1939 a 1941, va ser Interventora en Cap del Servei Territorial Auxiliar (ATS).

## Biografia
Helen Fraser va néixer en una família aristòcrata escocesa, filla gran d'Arthur H. Fraser, un oficial de la Guàrdia Escocesa, originari d'Aberdeenshire, i de Lucy Jane, una novel·lista, originària d'Ayrshire. El seu pare va morir el 1884 i la seva mare es va tornar a casar el 1887 amb el diplomàtic Francis Hay-Newton.
A causa de la carrera del seu padrastre, va passar part de la joventut a l'estranger i va ser educada principalment per institutrius. De 1895 a 1896 va estar interna al Cheltenham Ladies' College, a Gloucestershire 
El 1899 era estudiant del departament reservat a les dones joves del King's College de Londres, on es preparava per als exàmens d'accés a la Universitat d'Oxford. No obstant això, va decidir continuar els seus estudis al King's College, on va ser una de les primeres estudiants de botànica i zoologia. Va ser guardonada amb la Medalla Carter en Botànica el 1902 i es va graduar a la Universitat de Londres amb una llicenciatura en ciències el 1904. Va treballar sota la direcció de Margaret Jane Benson, al Royal Holloway College, i es va doctorar en ciències el 1907 amb un estudi sobre el desenvolupament dels sistemes reproductius dels fongs.
Va ser assistent tutorial del micòleg Vernon Herbert Blackman a la University College de Londres el 1904, després va exercir la mateixa funció al Royal Holloway College el 1905 amb Margaret Jane Benson. Un cop doctora, va ser nomenada professora de botànica a la Universitat de Nottingham. El 1909, però, ja tornava a ser a Londres per dirigir el departament de botànica del Birkbeck College.
Després de la guerra, el 1920, va sol·licitar sense èxit una càtedra a la Universitat d'Aberdeen i va continuar la seva carrera docent al Birkbeck College, on continuà la seva investigació en genètica dels fongs. Va ser cap de departament del 1921 al 1939 i del 1941 al 1944. Va presidir la Societat Micològica de Londres. Es va jubilar acadèmicament el 1944.

## Servei durant la guerra
El 1917, coincidint amb un moment en què es replantejava el paper i la intervenció de les dones dins de l'exèrcit com a mecanògrafes, mecàniques, conductores, muntadores..., on només havien col·laborat fins a aquell moment com a infermeres, Helen Gwynne-Vaughan va començar a exercir com a interventora del Cos Auxiliar de l'Exèrcit de Dones (WAAC) a França, que aplegava —des de cuineres fins a tècniques en el manteniment de la maquinària militar– fins a 10000 membres. El seu compromís li va valer una condecoració de l'Orde de l'Imperi Britànic el gener de 1918, quan es convertia així en la primera dona a ser reconeguda amb aquest honor militar.
Helen Gwynne-Vaughan fou comandanta de la Women's Royal Air Force (WRAF) de setembre de 1918 a desembre de 1919.

## Altres dedicacions
Durant els seus anys al Royal Holloway College, va participar amb Louisa Garrett Anderson en la fundació d'una secció de la London Suffrage Society a la Universitat de Londres.
Es va presentar a les eleccions locals de Londres de 1922 com a candidata del Partit de la Reforma Municipal per Camberwell North, tot i que no en resultà escollida. Es va presentar novament com a candidata parlamentària del Partit Unionista per Camberwell North a les eleccions generals de 1922, 1923 i 1924.
També va ser activa en l'escoltisme femení. El 1930 va presidir la sisena Conferència Mundial de Noies Guia.

## Vida personal
El 1911 es va casar amb David Thomas Gwynne-Vaughan, a qui havia succeït com a cap del departament de botànica del Birkbeck College de Londres. El seu marit va morir de tuberculosi després de quatre anys de matrimoni i no van tenir fills.

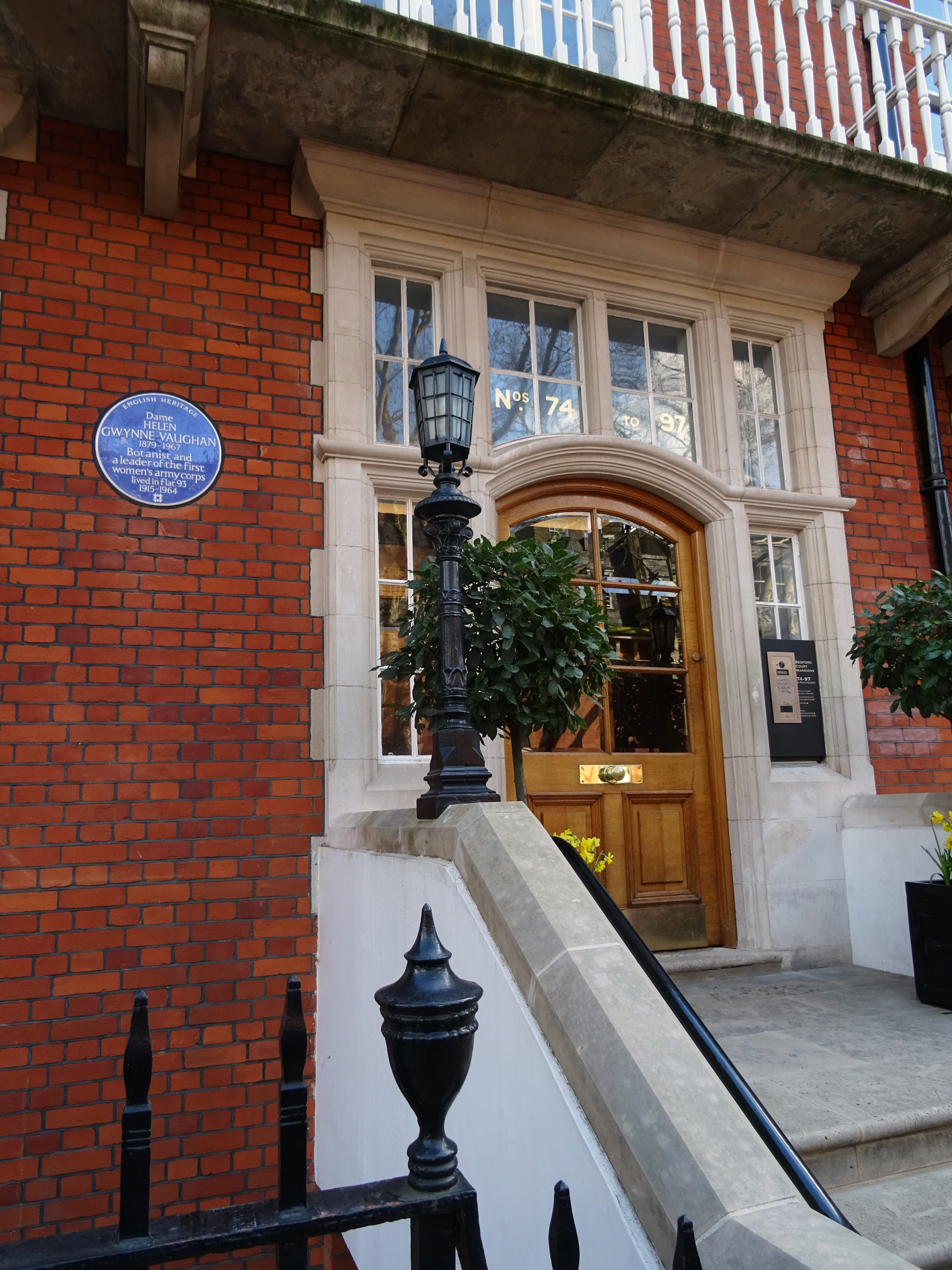
Placa a la casa on visqué Helen Gwynne-Vaughan

## Honors i distincions
El 1919, Gwynne-Vaughan va ser nomenada Dama Comandanta de l'Orde de l'Imperi Britànic en reconeixement del servei prestat durant la guerra. El 1929 va ser ascendida a Dama Gran Creu de l'Orde de l'Imperi Britànic (GBE) pels seus serveis públics i científics.
Va ser escollida membre de la Linnean Society de Londres el 1905 i va rebre la medalla Trail el 1920.
Les espècies de fongs Palaeoendogone gwynne-vaughaniae i Pleurage gwynne-vaughaniae reben aquest nom en honor seu.
English Heritage posà una placa blava en honor seu el març de 2020, a la casa de Bedford Avenue, a Bloomsbury, Londres, on va viure gairebé 50 anys.

## Publicacions
- Fungi: Ascomycetes, Ustilaginales, Uredinales (1922).[4]